# 까마귀자리
까마귀자리(Corvus [ˈkɔrvəs])는 뱀자리 북쪽에 위치한 남쪽 하늘의 작은 별자리이다. 11개의 별이 육안으로 식별된다. 동아시아의 별자리로는 전차를 의미하는 진수에 해당된다.

## 별과 천체
더듬이 은하는 NGC 4038과 NGC 4039의 충돌로 생겨났을 가능성이 있는데, 지구에서 볼 때에 이들은 하트 모양으로 보인다.
까마귀자리의 중앙 부분은 행성상성운 NGC 4361의 발생지이다. 성운 자체는 작은 타원은하를 닮았으나, 중앙에 놓인 13등급의 별이 실제의 정체를 알려준다.

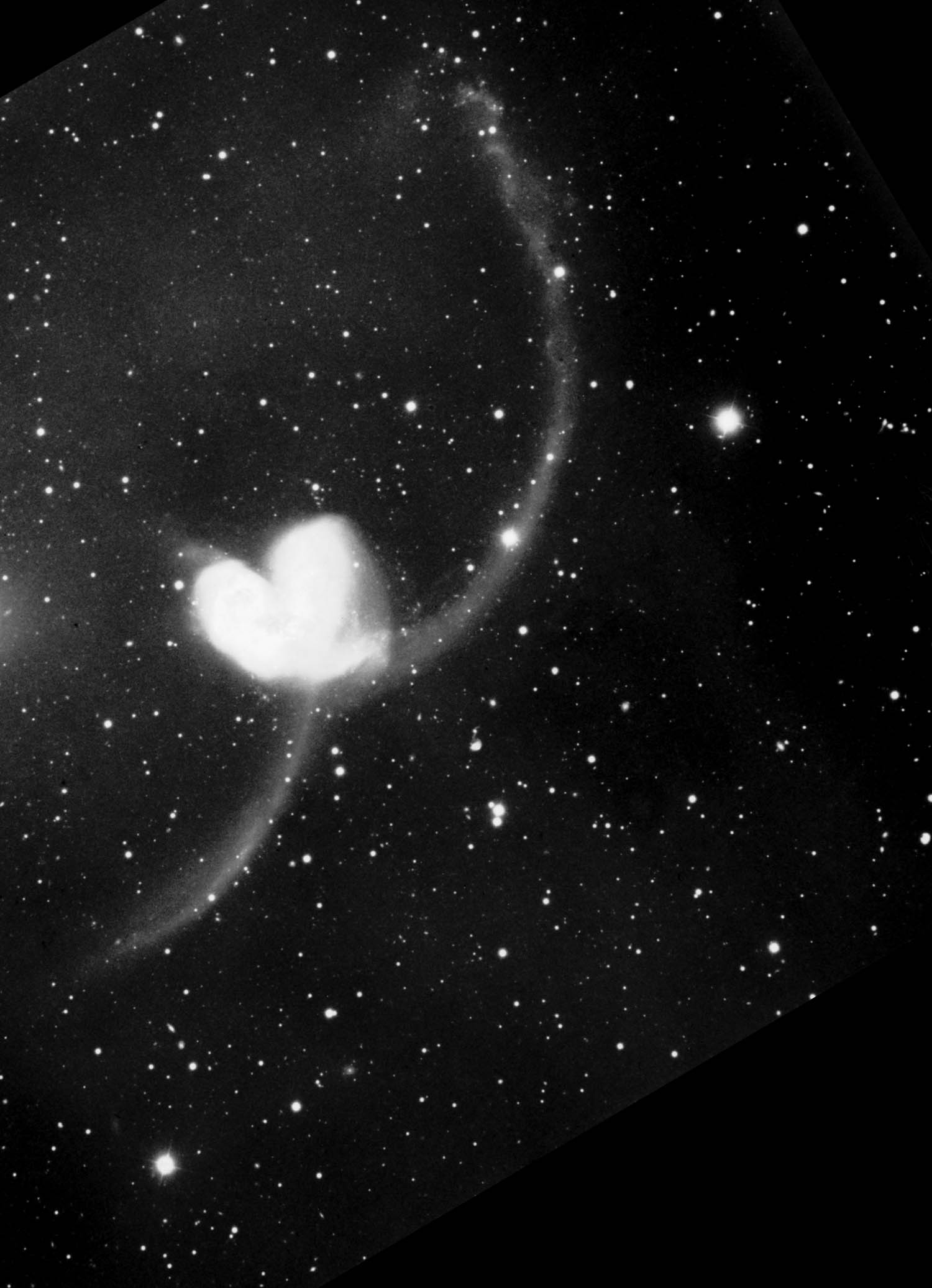
NGC 4038와 NGC 4039.

## 역사와 신화
현대의 까마귀자리에 해당하는 영역은 바빌로니아의 항성 일람표(기원전 1100년경)에 까마귀(MUL.UGA.MUSHEN)로 표시되어 있었다. 까마귀자리와 컵자리는 미트라교 유물에서도 드러나는데, 미트라교는 중동에서 고대 그리스 로마로 전파된 것으로 추정되므로 이것이 그리스 신화에 영향을 준 경로일 가능성이 있다.
그리스 신화에 따르면 밤 하늘에 까마귀자리, 바다뱀자리, 컵자리의 세 별자리가 나란히 놓여 있는데, 이것은 태양의 신 아폴론 때문에 생겨난 별자리이다. 그리스 신화에 따르면, 제우스의 아들이자 태양의 신인 아폴론(그리스어: Απόλλων)은 어느날 목이 말라서 자신의 애조(愛鳥)인 까마귀에게 컵을 주면서 물을 한 컵 떠오라고 시켰다. 까마귀는 아폴론의 지시에 따라 샘물에 가서 물을 한 컵 뜨려고 했는데, 마침 샘물 주위에 자신이 좋아하는 무화과나무가 있는 것을 발견했다. 까마귀는 무화과나무가 열매를 맺을 때까지 기다렸다가 열매가 열리자 맛있게 따먹었다. 하지만 까마귀는 물 심부름을 갔다가 너무 오랜 시간이 지났음을 깨닫고 아폴론에게 거짓 이유를 만들기로 했다. 까마귀는 바다뱀을 한 마리 잡아서 아폴론에게 가지고 가서 바다뱀과 싸우느라고 늦었다고 거짓말을 하고 샘물에서 떠온 물을 아폴론에게 주었다. 하지만 아폴론은 까마귀가 거짓말을 하고 있다는 것을 알고서, 까마귀와 바다뱀과 컵을 하늘 위로 던져버렸다. 그래서 이 때부터 밤 하늘에 까마귀자리(Corvus), 바다뱀자리(Hydra), 컵자리(Crater)의 별자리가 나란히 놓이게 되었다고 한다.
프톨레마이오스가 정리한 48개 별자리에 포함되었으며, 이후 현대 88개 별자리에 포함되었다.

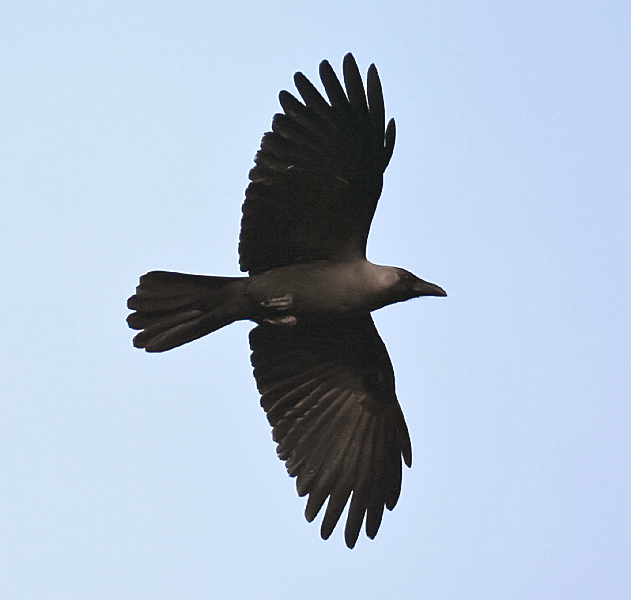
까마귀